# Gétigné
Gétigné település Franciaországban, Loire-Atlantique megyében. Lakosainak száma 3794 fő (2022. január 1.). Gétigné Boussay, Clisson, Sèvremoine és Cugand-la-Bernardière községekkel határos.

## Népesség
A település népességének változása:
| Lakosok száma | 2007 | 2749 | 2912 | 3305 | 3532 | 3614 | 3669 | 3719 | 3746 | 3794 |
|               | 1968 | 1982 | 1990 | 2006 | 2013 | 2015 | 2017 | 2019 | 2020 | 2022 |